# (6498) Ko
(6498) Ko es un asteroide perteneciente al cinturón de asteroides, región del sistema solar que se encuentra entre las órbitas de Marte y Júpiter.
Fue descubierto el 26 de octubre de 1992 por Kin Endate y Kazuro Watanabe desde el observatorio de Kitami.

## Designación y nombre
Designado provisionalmente como 1992 UJ4, fue Nombrado en honor a Ko Nagasawa (n. 1932), quien se retiró del Instituto de Investigación de Terremotos de la Universidad de Tokio en 1994 y ahora trabaja para la Oficina de Información Pública del Observatorio Astronómico Nacional de Japón. Desde hace mucho tiempo se ha interesado por el estudio de los meteoros y obtuvo muchos espectros fotográficos de alta calidad de las Leónidas de 1965 en la Estación Dodaira.

## Características orbitales
Ko está situado a una distancia media del Sol de 2,281 ua, pudiendo alejarse hasta 2,667 ua y acercarse hasta 1,896 ua. Su excentricidad es 0,169 y la inclinación orbital 7,990 grados. Emplea 1258,67 días en completar una órbita alrededor del Sol.

## Características físicas
La magnitud absoluta de Ko es 13,84. Su período de rotación es de 500 horas.